# 费尔盖拉什
费尔盖拉什（葡萄牙語：Felgueiras），葡萄牙波尔图区市镇，总面积115.74平方公里，总人口58 065（2011年）。
费尔盖拉什市镇包含2个城市，即费尔盖拉什市、利沙市。